# Setodes klakahanus
Setodes klakahanus är en nattsländeart som beskrevs av Georg Ulmer 1951. Setodes klakahanus ingår i släktet Setodes och familjen långhornssländor. Inga underarter finns listade i Catalogue of Life.